# Frühlingszeit - Primavera
Frühlingszeit - Primavera è un box set dei Rondò Veneziano, pubblicato nel 2003 in Germania dalla ZYX Music, che comprende gli album Papagena e La Piazza.

## Tracce

### Papagena
1. Papagena  (Gian Piero Reverberi e Ivano Pavesi) - 3:04
2. Désirée  (Gian Piero Reverberi e Ivano Pavesi) - 3:22
3. Il balcone di Giulietta  (Gian Piero Reverberi e Ivano Pavesi) - 3:47
4. Puerta del Sol  (Gian Piero Reverberi e Ivano Pavesi) - 3:44
5. La grotta azzurra  (Gian Piero Reverberi e Ivano Pavesi) - 3:35
6. Dopo il concerto  (Gian Piero Reverberi e Ivano Pavesi) - 2:53
7. Il battistero  (Gian Piero Reverberi e Ivano Pavesi) - 4:00
8. Rifugio alpino  (Gian Piero Reverberi e Ivano Pavesi) - 4:16
9. Désir d'amour  (Gian Piero Reverberi e Ivano Pavesi) - 2:37
10. Viale Rossini  (Gian Piero Reverberi e Ivano Pavesi) - 2:59
11. Alba sul mare  (Gian Piero Reverberi e Ivano Pavesi) - 3:31
12. Siciliana (Suite per armonica e archi) (Gian Piero Reverberi) - 3:00

### La Piazza
1. La Piazza (Gian Piero Reverberi e Ivano Pavesi) - 3:34
2. Andromeda (Gian Piero Reverberi e Ivano Pavesi) - 3:14
3. Festa celtica (Gian Piero Reverberi e Ivano Pavesi) - 3:21
4. Luna in laguna (Gian Piero Reverberi e Ivano Pavesi) - 4:25
5. Symphonic run (Gian Piero Reverberi e Ivano Pavesi) - 3:20
6. Ronda di stelle (Gian Piero Reverberi e Ivano Pavesi) - 3:07
7. Notturno romantico (Gian Piero Reverberi e Ivano Pavesi) - 3:50
8. Le vele (Gian Piero Reverberi e Ivano Pavesi) - 3:52
9. Abissi (Gian Piero Reverberi e Ivano Pavesi) - 3:13
10. Ode russa (Gian Piero Reverberi e Ivano Pavesi) - 2:56
11. Piano su piano (Gian Piero Reverberi e Ivano Pavesi) - 4:11
12. Note di notte (Gian Piero Reverberi e Ivano Pavesi) - 3:16
13. Gioco finale (Gian Piero Reverberi e Ivano Pavesi) - 1:48
14. Sinfonia corale (Johann Sebastian Bach e Ivano Pavesi) - 6:55